# Ruoska
Ruoska (фін. «Нагайка», «Батіг») — фінський гурт, що грає в стилі Heavy Metal і Neue Deutsche Härte. Всі пісні гурту, як і у більшості фінських гуртів, що грають в цих стилях, виконуються лише фінською мовою.
Музична творчість часто нагадує музику німецького гурту «Rammstein». До 1999 року гурт мав назву Natsipaska (у перекладі — «нацистське лайно»). Тематика пісень - переважно темна, сатирична лірика з соціальним і релігійним підтекстом.

## Історія
Патрік Меннандер — учасник, який пропагує фінську мову, раніше співав у фолк-метал-гурті Battlelore. Гурт Ruoska була утворена у 2002 році учасниками гурту Natsipaska. У тому ж році вони випустили дебютний альбом «Kuori» (Кора). Відтоді популярність гурту стала рости з кожним днем.
Знявши два відео — «Kiroan» (Проклинаю) і «Epilogi» (Епілог), і випустивши сингл «Aurinko ei nouse» (Сонце не зійде), гурт повернувся в студію і у 2003 році записала другий альбом «Riisu» (Роздягайся), до якого була додана окрема пісня «Darmstadt» (Дармштадт). Після цього Ruoska дещо змінила свій стиль — звучання стало індустріальнішим, бо використовувалося багато інструментів.
Їх популярність зробила великий крок вперед, коли Тілль Ліндеманн, вокаліст німецького гурту Rammstein, дав позитивний відгук про пісню «Darmstadt» в інтерв'ю одному з фінських журналів.
У 2004 році вокаліст гурту Патрік Меннандер покидає гурт Battlelore, цілком зосередившись на Ruoska. Незабаром після цього гурт почав працювати над новим альбомом «Radium» (Радій), який вийшов 2005 року. До складу альбому увійшов також відеокліп «Tuonen viemää» (Віднесені смертю).
У 2006 році був підписаний контракт зі звукозаписною фірмою EMI Music (до цього гурт співпрацював з Kråklund Records). 2006 року вийшов четвертий альбом «Amortem». Сингли «Mies yli laidan» (Людина за бортом), «Alasin» (Ковадло) і «Pure minua» (Поцілуй мене) мали величезний успіх, на «Mies yli laidan» і «Alasin» були також зняті відеокліпи. Сам альбом дебютував на шостому місці у фінських хіт-парадах протягом майже 10 тижнів. Після випуску «Amortem», один з гітаристів гурту Кай Ахвенранта покинув гурт за сімейними обставинами.
У 2007 році гурт виконав свої найвідоміші пісні на фестивалях Puustock-2007 і Välipuistorock-2007. П'ятий альбом «Rabies» (Сказ) вийшов 9 квітня 2008 року. Два сингли «Pirunkieli» (Мова диявола) і «Helvettiin jäätynyt» (Замерзлий в пеклі) з нового альбому стали хітами, також був знятий відеокліп на пісню «Ei koskaan» (Ніколи).
Гурт виступає з концертами не тільки у Фінляндії, але і у всій Європі, а також в США, Мексиці і Латинській Америці.
У 2010 році гурт покинув барабанщик Самі Карппінен.
У 2013 році, після кількох концертів на метал фестивалях, гурт припинив активну діяльність. У 2014 перестав функціонувати офіційний сайт. Однак за словами Анссі Аувинена, гурт не закрив проєкт, і в майбутньому можливе повернення на сцену.
У 2017 році гурт в колишньому складі (без Кая Ахверанти) знову виступила на сцені під час фестивалю MetalOrgy в Тампере і Гельсінкі 15 і 16 грудня відповідно.

## Склад

### Поточний склад
- Патрік Меннандер — лід-вокал
- Анссі Аувінен — соло-гітара, беквокал, клавіші, автор пісень
- Кай Ахвенранта — ритм-гітара (тільки у студії)
- Міка Камппі — бас, беквокал
- Теему Карппинен — ударні

### Колишні учасники
- Самі Карппинен — ударні (1999—2010)
- Тімо Лаатикайнен — ударні

## Дискографія

### Альбоми
- Kuori (2002)
- Riisu (2003)
- Radium (2005)
- Amortem (2006)
- Rabies (2008)

### Сингли
- «Aurinko ei nouse» (2002)
- «Darmstadt» (2003)
- «Veriura» (2004)
- «Tuonen viemää» (2005)
- «Mies yli laidan» (2006)
- «Alasin» (2006)
- «Pure minua» (2006)
- «Pirunkieli» (2007)
- «Helvettiin jäätynyt» (2008)
- «Lihaa vasten lihaa» (2008)
- «Ei koskaan» (2008)
- «Runno» (2021)
- «Kade» (2022)

## Відеокліпи
- «Kiroan» (2002)
- «Epilogi» (2002)
- «Tuonen viemää» (2005)
- «Mies yli laidan» (2006)
- «Alasin» (2006)
- «Ei koskaan» (2008)

## Цікаві факти
- Патрік Меннандер працює в тату-салоні. Міка Камппі — в автосалоні. Анссі Аувінен створив новий гурт, відокремившись від Ruoska влітку 2012 року.